# Radical 47
El radical 47, representado por el carácter Han 巛, es uno de los 214 radicales del diccionario de Kangxi. En mandarín estándar es llamado　巛部　(chuān bù), en japonés es llamado 巛部, せんぶ　(senbu), y en coreano 천 (cheon). Este radical es llamado «radical “río”» en los textos occidentales.
El radical «río», en algunas ocasiones puede tomar la forma variante 川, que es de hecho el carácter utilizado tanto en chino como en japonés para representar la palabra «río». 

## Nombres populares
- Mandarín estándar: 三拐, sān guǎi, «tres muletas».
- Coreano: 개미허리부, gaemi heori bu «radical “cintura de hormiga”».
- Japonés: 川（かわ）, kawa, «río»; 曲がり川（まがりがわ）, magarigawa, «río doblado» (refiriéndose a la forma 巛); 三本川（さんぼんがわ）, sanbongawa, «río con tres palos» (refiriéndose a la variante 川).
- En occidente: radical «río».

## Galería
| Estilos antiguos                                 | Estilos antiguos                  | Estilos antiguos                        | Estilos antiguos                   | Estilos antiguos                   | Estilos empleados actualmente       | Estilos empleados actualmente  | Estilos empleados actualmente    | Estilos empleados actualmente   | Estilos empleados actualmente  |
|                                                  |                                   |                                         |                                    |                                    |                                     | 川                             |                                  |                                 |                                |
| 甲骨文 jiǎgǔwén (escritura de huesos oraculares) | 金文 jīnwén (escritura de bronce) | 简帛 jiǎnbó (escritura de bambú y seda) | 篆文 zhuànwén (escritura de sello) | 篆文 zhuànwén (escritura de sello) | 隸書 lìshū (estilo de los escribas) | 楷書 kǎishū (estilo regular)   | 楷書 kǎishū (estilo regular)     | 行書 xǐngshū (estilo corriente) | 草書 cǎoshū (estilo de hierba) |
| 甲骨文 jiǎgǔwén (escritura de huesos oraculares) | 金文 jīnwén (escritura de bronce) | 简帛 jiǎnbó (escritura de bambú y seda) | 大篆 dàzhuàn (sello grande)        | 小篆 xiǎozhuàn (sello pequeño)     | 隸書 lìshū (estilo de los escribas) | 繁體／繁体 fántǐ (tradicional) | 简体／簡體 jiǎntǐ (simplificado) | 行書 xǐngshū (estilo corriente) | 草書 cǎoshū (estilo de hierba) |

## Caracteres con el radical 47

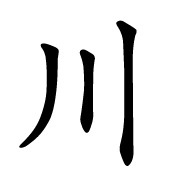

| trazos | carácter    |
| ------ | ----------- |
| + 0    | 巛 巜 川    |
| + 3    | 州 巟 巠 巡 |
| + 8    | 巢 巣       |
| + 12   | 巤          |